# Klarinetconcert (Britten)
Benjamin Britten begon aan zijn Klarinetconcert, nadat hij Benny Goodman het Klarinetconcert van Mozart had horen spelen. Britten verbleef toen in de Verenigde Staten. Het was rond 16 december 1940, de New York Philharmonic begeleidde en John Barbirolli dirigeerde. Goodman wilde zowel jazz als klassieke muziek spelen en had Béla Bartók al opdracht gegeven voor een werk voor klarinet in het genre kamermuziek. Dat mondde al snel uit in Contrasts (opgenomen in mei 1940). In november 1941 kwamen Goodman, Britten en muziekuitgeverij Boosey and Hawkes overeen, dat Britten een klarinetconcert ging schrijven met Goodman als beoogd solist. Het zou het opus 28 van Britten worden. Britten had het eerste deel bijna af in maart 1942, toen hij per schip naar zijn vaderland terug wilde reizen. Dat was op zich al een probleem door de Tweede Wereldoorlog, maar de douane in New York zag waarschijnlijk iets anders in het manuscript dan een concert. Britten moest het ontwerp voor het "Molto Allegro" achterlaten. Pas later werd het per post naar Britten toegezonden. Britten heeft het echter nooit meer opgepakt, het opusnummer verviel. Hij was druk doende met A ceremony of carols en Hymn to St Cecilia, waar hij gedurende de overtocht verder mee was gegaan.
In 1990 pakte Colin Matthews, die van 1971 tot 1975 Britten begeleidde, het manuscript op om het gereed uit te laten voeren door Michael Collins. Matthews zat toen ook nog met een onaf concert en probeerde een volledig concerto te (re)construeren. Dat kwam er uiteindelijk in 2007 in de hoedanigheid van Delen voor een klarinetconcert.
Componisten bleven wel klarinetconcerten geven voor Goodman, Aaron Copland schreef diens concert voor hem en ook Paul Hindemith schreef een klarinetconcert voor Goodman.